# Роман II (молдовський господар)
Роман II (рум. Roman al II-lea al Moldovei) — молдовський господар у 1447-1448. 

## Життєпис
Роман II помстився стрийкові Стефану II за батька Іллю  і отримав молдовський трон. Довідавшись про смерть свого шваґра Дракули в 1447, він, побоюючись Янка Корвіня Гуняді та сина Стефана II Петру II, який би йому не пробачив вбивство свого шваґра Стефана II, змушений був втекти на Поділля, шукаючи підтримки в Польщі. Там  він був отруєний за старанням Петру. Після того, як Роман ІІ утік на Поділля, Петру заволодів цілим краєм і вислав послів до польського короля.
Петру II - син Стефана II, з допомогою шваґра Янка Корвіня Гуняді  розпочав війну за молдовський трон з Романом II, сином Іллі. З допомогою Угорщини в 1448 він усунув Романа ІІ і сів на молдовський трон.
У 1448 після смерті Романа ІІ він склав присягу на вірність польському королю Казимиру IV.
У 1449 втратив молдовський трон на користь Романового брата - Олександра II, який перед тим разом з матір'ю Марією Гольшанською перебував в наданій їй польським королем Коломиї.